# 布杜斯勒烏鄉
47°24′N 22°16′E / 47.400°N 22.267°E
布杜斯勒烏鄉（羅馬尼亞語：Comuna Buduslău, Bihor），是羅馬尼亞的鄉份，位於該國西北部，由比霍爾縣負責管轄，面積44平方公里，海拔高度147米，2007年人口1,937，人口密度每平方公里44人。